# 第86回全国高等学校ラグビーフットボール大会
第86回全国高等学校ラグビーフットボール大会は、2006年（平成18年）12月27日から2007年（平成19年）1月7日まで近鉄花園ラグビー場にて行われた全国高等学校ラグビーフットボール大会である。優勝は大阪府の東海大仰星高校（2回目）。

## 概要
今大会では大会キャラクターとして入船加澄実（ミスマガ2006 審査員特別賞）が起用された。なお開会式での選手宣誓は日川主将中山貴仁が務めた。

### 日程
- 12月27日・12月28日 1回戦
- 12月30日 2回戦
- 1月1日 3回戦
- 1月3日 準々決勝
- 1月5日 準決勝
- 1月7日 決勝

## 出場校
※シード校については、校名の後ろに(A)、(B)と記載。
北海道
- 北北海道代表 - 中標津（4年ぶり6回目）
- 南北海道代表 - 札幌山の手（7年連続7回目）

東北
- 青森県代表 - 青森北（2年連続9回目）
- 岩手県代表 - 盛岡工（2年ぶり32回目）
- 宮城県代表 - 仙台育英（11年連続13回目）(B)
- 秋田県代表 - 秋田（3年ぶり6回目）(B)
- 山形県代表 - 山形中央（9年連続15回目）
- 福島県代表 - 平工（2年ぶり10回目）

関東
- 茨城県代表 - 茗溪学園（3年連続14回目）(B)
- 栃木県代表 - 國學院栃木（7年連続12回目）
- 群馬県代表 - 東農大二（3年連続22回目）
- 埼玉県代表 - 正智深谷（2年ぶり11回目）(B)
- 千葉県代表 - 流経大柏（12年連続14回目）
- 東京都第一代表 - 國學院久我山（16年連続32回目）(B)
- 東京都第二代表 - 東京（2年ぶり5回目）
- 神奈川県代表 - 桐蔭学園（2年連続6回目）(A)
- 山梨県代表 - 日川（2年ぶり36回目）

北信越
- 新潟県代表 - 新潟工（3年連続31回目）
- 長野県代表 - 岡谷工（8年連続22回目）
- 富山県代表 - 富山工（2年ぶり11回目）
- 石川県代表 - 日本航空第二（2年連続2回目）
- 福井県代表 - 若狭東（3年ぶり22回目）

東海
- 静岡県代表 - 東海大翔洋（6年連続6回目）
- 愛知県代表 - 西陵（2年ぶり35回目）
- 岐阜県代表 - 関商工（2年ぶり29回目）
- 三重県代表 - 四日市農芸（2年ぶり13回目）

近畿
- 滋賀県代表 - 八幡工（4年連続23回目）
- 京都府代表 - 京都成章（2年ぶり3回目）(B)
- 大阪府第一代表 - 大阪工大高（3年連続29回目）(B)
- 大阪府第二代表 - 東海大仰星（2年連続8回目）(A)
- 大阪府第三代表 - 大阪桐蔭（6年ぶり4回目）(B)
- 兵庫県代表 - 報徳学園（3年連続36回目）
- 奈良県代表 - 天理（3年連続59回目）
- 和歌山県代表 - 熊野（7年連続10回目）

中国
- 鳥取県代表 - 倉吉東（3年連続7回目）
- 島根県代表 - 江の川（16年連続16回目）
- 岡山県代表 - 関西（44年ぶり4回目）
- 広島県代表 - 広島工（2年連続31回目）
- 山口県代表 - 萩工（5年連続12回目）

四国
- 徳島県代表 - 城東（4年ぶり9回目）
- 香川県代表 - 坂出工（4年ぶり17回目）
- 愛媛県代表 - 三島（初出場）
- 高知県代表 - 土佐塾（2年連続10回目）

九州・沖縄
- 福岡県代表 - 東福岡（7年連続17回目）(A)
- 佐賀県代表 - 佐賀工（25年連続35回目）
- 長崎県代表 - 長崎北（2年ぶり7回目）(B)
- 熊本県代表 - 熊本工（12年ぶり27回目）
- 大分県代表 - 大分舞鶴（21年連続45回目）(B)
- 宮崎県代表 - 高鍋（5年連続16回目）
- 鹿児島県代表 - 甲南（41年ぶり4回目）
- 沖縄県代表 - 名護（7年連続10回目）

## 試合時間
※全試合30分ハーフで行う。同点で終了した場合は1.トライ数2.ゴール数3.抽選の順にて次回出場校を決める。

## 試合

### 1回戦
- 天理 19－5 盛岡工
- 名護 50－5 山形中央
- 城東 24－0 岡谷工
- 八幡工 41－12 中標津
- 四日市農芸 125－5 坂出工
- 報徳学園 12－12 青森北（抽選で報徳学園が2回戦へ）
- 江の川 55－0 新潟工
- 流経大柏 43－7 熊本工
- 佐賀工 67－10 富山工
- 東海大翔洋 98－0 土佐塾

- 高鍋 14－5 日川
- 平工 25－0 関西
- 東農大二 77－0 倉吉東
- 西陵 36－12 熊野
- 広島工 27－10 国学院栃木
- 萩工 34－0 札幌山の手
- 東京 27－0 甲南
- 関商工 27－10 三島
- 日本航空第二 20－5 若狭東

### 2回戦
- 大阪工大高 43－7 東農大二
- 東海大仰星 38－0 東海大翔洋
- 大阪桐蔭 29－17 流経大柏
- 長崎北 27－7 報徳学園
- 東福岡 62－10 天理
- 桐蔭学園 72－0 日本航空第二
- 東京 15－7 関商工
- 秋田 19－12 萩工

- 国学院久我山 26－17 江の川
- 名護 41－7 城東
- 大分舞鶴 29－8 広島工
- 茗溪学園 17－14 西陵
- 高鍋 15－5 平工
- 正智深谷 24－16 佐賀工
- 仙台育英 46－12 四日市農芸
- 京都成章 43－5 八幡工

### 3回戦
- 仙台育英 22－13 京都成章
- 大阪工大高 36－10 茗溪学園
- 大分舞鶴 41－7 秋田
- 桐蔭学園 43－26 東京

- 東福岡 61－0 名護
- 長崎北 14－12 国学院久我山
- 正智深谷 29－22 大阪桐蔭
- 東海大仰星 65－5 高鍋

### 準々決勝
- 桐蔭学園 29－15 正智深谷
- 大阪工大高 31－12 仙台育英

- 東海大仰星 33－12 長崎北
- 東福岡 62－0 大分舞鶴

### 準決勝
- 東福岡 53－10 大阪工大高

- 東海大仰星 40－13 桐蔭学園

### 決勝
| 2007年01月07日 14:05 | 東福岡                                    | 5-19 (0-0)                                     | 東海大仰星                                | 第1グラウンド レフリー: 原田隆司 |
| 2007年01月07日 14:05 | トライ: 1 コンバート: 0 PK: 0 ドロップ: 0 | 詳細 日本ラグビーフットボール協会 2007年1月7日 | トライ: 3 コンバート: 2 PK: 0 ドロップ: 0 | 第1グラウンド レフリー: 原田隆司 |

| 東海大仰星 |    |            |          |
| FW         | 01 | 新田浩一   |          |
| FW         | 02 | 緑川昌樹   |          |
| FW         | 03 | 中川昌彦   |          |
| FW         | 04 | 稲橋良太   |          |
| FW         | 05 | 木津武士   |          |
| FW         | 06 | 新井慶史   |          |
| FW         | 07 | 石上裕一   | 後半6'   |
| FW         | 08 | 前川鐘平   | 後半28'  |
| HB         | 09 | 山本亮     |          |
| HB         | 10 | 山中亮平   |          |
| TB         | 11 | 畑中康佑   | 後半30分 |
| TB         | 12 | 中井孝洸   |          |
| TB         | 13 | 谷野智紀   | 後半10'  |
| TB         | 14 | 渡辺悠太   |          |
| FB         | 15 | 宮田拓哉   |          |
| リザーブ:  |    |            |          |
|            | 16 | 鎮西大地   |          |
|            | 17 | 佐々木直哉 |          |
|            | 18 | 安井龍太   |          |
|            | 19 | 林真一     |          |
|            | 20 | 河村浩季   |          |
|            | 21 | 今崎大河   |          |
|            | 22 | 北野雄大   | 後半30分 |
|            | 23 | 林直輝     |          |
|            | 24 | 高子朋宏   |          |
|            | 25 | 高橋宏規   |          |
|            |    |            |          |
| 監督       |    |            |          |
| 土井崇司   |    |            |          |

※赤字は、優勝校もしくは得点が高いことを示す。また、脚注の( )内の分数はキックの成功率、[ ]内の自然数は当該選手の背番号を示す。
| 全国高等学校ラグビーフットボール大会 第86回大会 優勝 |
| ---------------------------------------------------- |
| 東海大仰星 7年ぶり2回目                              |

## 記録
- 1回戦で125-5で坂出工に勝利した四日市農芸は、第76回大会において100点試合で敗れており、史上初めて100点試合による勝利と敗北の両方を記録。また、坂出工が100点試合で敗戦するのは2度目。
- 城東が初戦勝利し、徳島県勢は第50回大会以来、36年ぶりに初戦突破。連続初戦敗退が34で止まる。

## 関連試合

### 第30回高校東西対抗試合
- 大会で特に活躍した選手を選抜した上で東西に分かれて行ういわば高校ラグビー版オールスターゲームである。

東軍監督本多茂、西軍監督田村耕太郎、2007年1月13日 国立競技場 試合結果西軍 45-24 東軍
主な出場選手
- 有田隆平（西軍・東福岡） - 日本代表、神戸製鋼コベルコスティーラーズ所属
- 内田剛（西軍・佐賀工業） - 元NTTドコモレッドハリケーンズ所属
- 小澤直輝（東軍・桐蔭学園） - 日本代表、サントリーサンゴリアス所属
- 坂井克行（東軍・四日市農芸） - 7人制日本代表、豊田自動織機シャトルズ所属
- 四至本侑城（西軍・大阪桐蔭） - 7人制日本代表、元クボタスピアーズ所属
- 才田修二（西軍・東福岡） - 近鉄ライナーズ所属
- 城彰（西軍・大分舞鶴） - 元キヤノンイーグルス所属
- 杉本博昭（西軍・大工大） - クボタスピアーズ所属
- 高橋悠太（東軍・国学院久我山） - 元リコーブラックラムズ所属
- 竹本竜太郎（西軍・長崎北） - 元サントリーサンゴリアス所属
- 鶴田諒（東軍・日川） - NTTコミュニケーションズシャイニングアークス所属
- 中濱寛造（西軍・大工大） - 7人制日本代表、三菱重工相模原ダイナボアーズ所属
- 中村正寿（西軍・東福岡） - リコーブラックラムズ所属
- 長谷川雄司（東軍・関商工） - 元豊田自動織機シャトルズ所属
- 増田慶介（西軍・長崎北） - 元東芝ブレイブルーパス所属
- 緑川昌樹（西軍・東海大仰星） - NTTドコモレッドハリケーンズ所属
- 宮澤正利（東軍・桐蔭学園） - 元ヤマハ発動機ジュビロ所属
- 宮田拓哉（西軍・東海大仰星） - 元クボタスピアーズ所属
- 森太志（東軍・仙台育英） - 日本代表、東芝ブレイブルーパス所属
- 森田諒（西軍・天理） - Honda HEAT所属
- 山崎基生（東軍・流経大柏） - 神戸製鋼コベルコスティーラーズ所属
- リーチマイケル（東軍・札幌山の手） - 日本代表、7人制代表、東芝ブレイブルーパス、元チーフス所属